# Google.org
A Google.org é uma organização fundada em outubro de 2005, filial do Google responsável pela filantropia. A organização comprometeu aproximadamente US$ 100 milhões em investimentos e subsídios para organizações sem fins lucrativos anualmente.
A organização é conhecida por várias concessões de alto impacto para organizações sem fins lucrativos usando tecnologia e dados de formas inovadoras para apoiar a justiça racial, oportunidades educacionais, resposta a crises após epidemias de saúde, desastres naturais e questões que afetam a comunidade da Baía de São Francisco onde está sediada. Ela também organiza desafios regulares em todo o mundo para estimular usos inovadores de tecnologias para enfrentar os desafios locais.

## Projetos
Digitais da Floresta, um projeto da Google Brasil em parceria com a organização não governamental The Nature Conservancy (TNC), que usa inteligência artificial (IA) e bioquímica para identificar madeiras comercializadas ilegalmente a partir da Amazônia rastreando sua origem. Dando suporte à autoridades e aos consumidores finais descobrindo se o produto adquirido é autorizado.

Logotipo do Google.org